# Тюхе (гипотетическая планета)

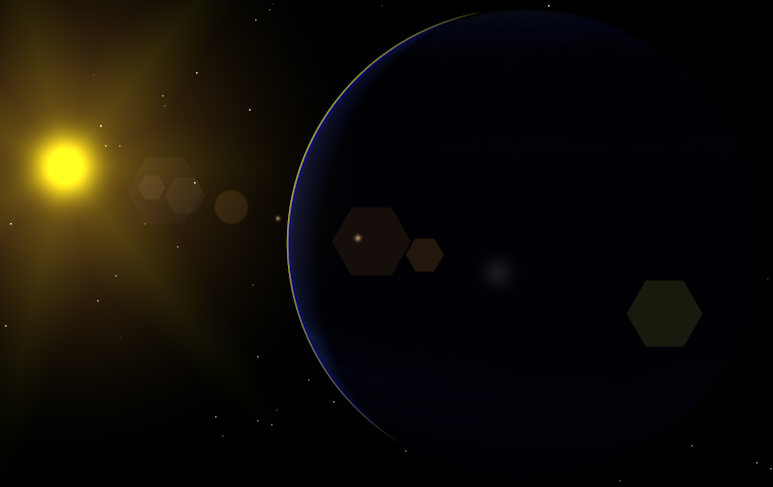
Тюхе в представлении художника

Тюхе (англ. Tyche) — гипотетическая планета, газовый гигант, расположенная в облаке Оорта Солнечной системы. Астрономы Джон Матис (John Matese) и Даниэль Уитмир (Daniel Whitmire) из Университета Луизианы в Лафайетте неоднократно утверждали, что имеют доказательства её существования на основе неправильного поведения (массового появления время от времени во внутренней части Солнечной системы) долгопериодических комет. Они отметили, что, если Тюхе существует, она должна быть обнаружена в архиве данных, которые были собраны космическим телескопом WISE. Однако некоторые астрономы выразили скептицизм в отношении существования этого объекта.
Для подтверждения этой гипотезы был необходим анализ данных, собранных телескопом WISE, который будет производиться в течение следующих нескольких лет. В 2014 году NASA сообщило, что в соответствии с предварительными данными, полученными телескопом WISE, исключается возможность существования планеты-гиганта размером с Сатурн на расстоянии ближе 10 000 а.е., а новая планета размером с Юпитер не может существовать ближе, чем в 26 000 а.е. от Солнца (0,4 св.г.).
Тюхе (греч. Τύχη) — богиня удачи в греческой мифологии. Имя было выбрано в противовес Немезиде — богине возмездия, и получается, что Тюхе — это имя «доброй сестры-соперницы» звезды Немезиды.

## История
Д. Матис впервые предложил существование планеты Тюхе (Тихея) в 1999 году, основываясь на полученном смещении в точках происхождения долгопериодических комет. Вместо распространённого мнения о том, что кометы прибывают из случайных точек на небе, Матис пришёл к выводу, что на самом деле точки происхождения комет объединены в группы по наклону эклиптики и кометы исходят из облака Оорта. Такие кластеры могут быть объяснены результатом взаимодействия с невидимым объектом, по меньшей мере таким, как Юпитер.
Альтернативные объяснения притока комет во внутреннюю часть Солнечной системы предполагают наличие влияющей на них своей гравитацией звезды-«компаньона» Солнца — коричневого карлика Немезиды, имеющего орбиту с очень большим эксцентриситетом за облаком Оорта. Однако, по мнению группы астрономов Университета Луизианы, в Солнечной системе может существовать ещё одна планета-гигант, находящаяся на более традиционной круговой орбите в облаке Оорта на расстоянии ~ 0,5 светового года (30 000. а.е.) от Солнца. В результате детального изучения орбит ледяных комет группа Матиса предположила, что около 20% попадающих в Солнечную систему комет «втягиваются» гравитационными силами массивного космического объекта, находящегося в облаке Оорта, массой как минимум в 1,4 раза крупнее Юпитера, но не являющегося звездой — иначе доля захваченных гравитационным полем комет была бы гораздо большей.
По словам авторов гипотезы, некоторые из этих выталкиваемых Тюхе ледяных комет достигают двух километров в диаметре и представляют потенциальную опасность для Земли, вплоть до массовых вымираний и опустошений в биосфере (предположительно раз в 26 миллионов лет). Также ими предполагается, что этот гипотетический объект сможет объяснить своеобразие орбиты транснептунового объекта Седна.
Однако выборка-основание была небольшой, и результаты данных исследований считаются недостаточно убедительными.
20 января 2016 года астрономы Майкл Браун и Константин Батыгин из Калифорнийского технологического института в Пасадене с помощью компьютерного моделирования при изучении движения малых небесных тел за пределами орбиты Плутона привели свидетельства в пользу гипотезы о существовании планеты размером с Нептун и в 10 раз тяжелее Земли за пределами Пояса Койпера.